# Race of Champions 2023
La Race of Champions 2023 è stata la 32ª edizione dell'omonimo evento e si è tenuta in Svezia per la seconda volta nella città di Piteå, svolgendosi nel nord del paese sul circuito di neve e ghiaccio sul Mar Baltico.

## Partecipanti
Valtteri Bottas, dopo la mancata partecipazione all'edizione precedente, ritorna e corre per il team finlandese in coppia con il due volte campione del mondo di Formula 1 Mika Häkkinen. Per il team della Norvegia, campione in carica, viene confermata la squadra della precedente edizione, ovvero il duo padre-figlio Petter ed Oliver Solberg, mentre per la Svezia viene confermato Mattias Ekström, a cui si aggiunge il campione del mondo in carica di rallycross Johan Kristoffersson.
Come l'anno precedente, per il team della Germania corrono Sebastian Vettel, quattro volte campione di Formula 1, e Mick Schumacher. La Francia schiera Adrien Tambay e il campione in carica nel singolo, Sébastien Loeb. Un altro ex-pilota di Formula 1, David Coulthard, viene scelto dal team del Regno Unito insieme a Jamie Chadwick, unica donna a partecipare all'evento nonché campionessa della W Series 2022. Il team degli Stati Uniti seleziona Tanner Foust e Travis Pastrana.
Oltre ai team nazionali, viene creato l'All Stars Team che è composto dal pilota di rally Thierry Neuville e dal campione in carica della Formula 2, Felipe Drugovich.

### Riassunto in tabella
| Nations' Cup Team | Pilota               | Serie nel 2023               |
| ----------------- | -------------------- | ---------------------------- |
| Germania          | Sebastian Vettel     | Nessuno (ex Formula 1)       |
| Germania          | Mick Schumacher      | Formula 1 (Terzo pilota)     |
| Finlandia         | Mika Hakkinen        | Nessuno (ex Formula 1)       |
| Finlandia         | Valtteri Bottas      | Formula 1                    |
| Norvegia          | Oliver Solberg       | Campionato del mondo rally   |
| Norvegia          | Petter Solberg       | Nessuno (ex rallista)        |
| Francia           | Sébastien Loeb       | Rally Dakar, Extreme E       |
| Francia           | Adrien Tambay        | ETCR-Coppa del mondo turismo |
| Svezia            | Johan Kristoffersson | Extreme E, Rallycross        |
| Svezia            | Mattias Ekström      | Extreme E                    |
| Regno Unito       | David Coulthard      | Nessuno (ex Formula 1)       |
| Regno Unito       | Jamie Chadwick       | Indy NXT                     |
| Stati Uniti       | Tanner Foust         | Extreme E                    |
| Stati Uniti       | Travis Pastrana      | Nitro Rallycross             |
| All Stars         | Felipe Drugovich     | Formula 1 (Terzo pilota)     |
| All Stars         | Thierry Neuville     | WRC                          |

## Risultati

### Campione dei Campioni
|  | Ottavi di finale | Ottavi di finale | Ottavi di finale |                  |                  | Quarti di finale | Quarti di finale | Quarti di finale |  |  | Semifinale | Semifinale | Semifinale |  |  | Finale | Finale | Finale |  |
|  |                  |                  |                  |                  |                  |                  |                  |                  |  |  |            |            |            |  |  |        |        |        |  |
|  | Mika Häkkinen    | Mika Häkkinen    | 0                |                  |                  |                  |                  |                  |  |  |            |            |            |  |  |        |        |        |  |
|  | Mika Häkkinen    | Mika Häkkinen    | 0                |                  |                  |                  |                  |                  |  |  |            |            |            |  |  |        |        |        |  |
|  | Felipe Drugovich | Felipe Drugovich | 2                |                  |                  |                  |                  |                  |  |  |            |            |            |  |  |        |        |        |  |
|  | Felipe Drugovich | Felipe Drugovich | 2                |                  | Felipe Drugovich | Felipe Drugovich | 1                |                  |  |  |            |            |            |  |  |        |        |        |  |
|  |                  |                  |                  |                  | Felipe Drugovich | Felipe Drugovich | 1                |                  |  |  |            |            |            |  |  |        |        |        |  |
|  |                  |                  | Mick Schumacher  | Mick Schumacher  | 1                |                  |                  |                  |  |  |            |            |            |  |  |        |        |        |  |
|  | Adrien Tambay    | Adrien Tambay    | Mick Schumacher  | Mick Schumacher  | 1                | 0                |                  |                  |  |  |            |            |            |  |  |        |        |        |  |
|  | Adrien Tambay    | Adrien Tambay    |                  |                  |                  |                  |                  |                  |  |  |            |            |            |  |  |        |        |        |  |
|  | Mick Schumacher  | Mick Schumacher  | 2                |                  |                  |                  |                  |                  |  |  |            |            |            |  |  |        |        |        |  |
|  | Mick Schumacher  | Mick Schumacher  | 2                |                  | Sebastian Vettel | Sebastian Vettel | 0                |                  |  |  |            |            |            |  |  |        |        |        |  |
|  |                  |                  |                  |                  |                  |                  |                  |                  |  |  |            |            |            |  |  |        |        |        |  |
|  |                  |                  | Mick Schumacher  | Mick Schumacher  | 2                |                  |                  |                  |  |  |            |            |            |  |  |        |        |        |  |
|  | Valtteri Bottas  | Valtteri Bottas  | Mick Schumacher  | Mick Schumacher  | 2                | 0                |                  |                  |  |  |            |            |            |  |  |        |        |        |  |
|  | Valtteri Bottas  | Valtteri Bottas  |                  |                  |                  |                  |                  |                  |  |  |            |            |            |  |  |        |        |        |  |
|  | Tom Kristensen   | Tom Kristensen   | 2                |                  |                  |                  |                  |                  |  |  |            |            |            |  |  |        |        |        |  |
|  | Tom Kristensen   | Tom Kristensen   | 2                |                  | Tom Kristensen   | Tom Kristensen   | 0                |                  |  |  |            |            |            |  |  |        |        |        |  |
|  |                  |                  |                  |                  | Tom Kristensen   | Tom Kristensen   | 0                |                  |  |  |            |            |            |  |  |        |        |        |  |
|  |                  |                  | Sebastian Vettel | Sebastian Vettel | 2                |                  |                  |                  |  |  |            |            |            |  |  |        |        |        |  |
|  | Sebastian Vettel | Sebastian Vettel | Sebastian Vettel | Sebastian Vettel | 2                | 2                |                  |                  |  |  |            |            |            |  |  |        |        |        |  |
|  | Sebastian Vettel | Sebastian Vettel |                  |                  |                  |                  |                  |                  |  |  |            |            |            |  |  |        |        |        |  |
|  | Jamie Chadwick   | Jamie Chadwick   | 0                |                  |                  |                  |                  |                  |  |  |            |            |            |  |  |        |        |        |  |
|  | Jamie Chadwick   | Jamie Chadwick   | 0                |                  | Mick Schumacher  | Mick Schumacher  | 0                |                  |  |  |            |            |            |  |  |        |        |        |  |
|  |                  |                  |                  |                  |                  |                  |                  |                  |  |  |            |            |            |  |  |        |        |        |  |
|  |                  |                  | Mattias Ekström  | Mattias Ekström  | 2                |                  |                  |                  |  |  |            |            |            |  |  |        |        |        |  |
|  | Sébastien Loeb   | Sébastien Loeb   | Mattias Ekström  | Mattias Ekström  | 2                | 1                |                  |                  |  |  |            |            |            |  |  |        |        |        |  |
|  | Sébastien Loeb   | Sébastien Loeb   |                  |                  |                  |                  |                  |                  |  |  |            |            |            |  |  |        |        |        |  |
|  | Thierry Neuville | Thierry Neuville | 1                |                  |                  |                  |                  |                  |  |  |            |            |            |  |  |        |        |        |  |
|  | Thierry Neuville | Thierry Neuville | 1                |                  | Thierry Neuville | Thierry Neuville | 1                |                  |  |  |            |            |            |  |  |        |        |        |  |
|  |                  |                  |                  |                  | Thierry Neuville | Thierry Neuville | 1                |                  |  |  |            |            |            |  |  |        |        |        |  |
|  |                  |                  | Oliver Solberg   | Oliver Solberg   | 1                |                  |                  |                  |  |  |            |            |            |  |  |        |        |        |  |
|  | Petter Solberg   | Petter Solberg   | Oliver Solberg   | Oliver Solberg   | 1                | 0                |                  |                  |  |  |            |            |            |  |  |        |        |        |  |
|  | Petter Solberg   | Petter Solberg   |                  |                  |                  |                  |                  |                  |  |  |            |            |            |  |  |        |        |        |  |
|  | Oliver Solberg   | Oliver Solberg   | 1                |                  |                  |                  |                  |                  |  |  |            |            |            |  |  |        |        |        |  |
|  | Oliver Solberg   | Oliver Solberg   | 1                |                  | Thierry Neuville | Thierry Neuville | 0                |                  |  |  |            |            |            |  |  |        |        |        |  |
|  |                  |                  |                  |                  |                  |                  |                  |                  |  |  |            |            |            |  |  |        |        |        |  |
|  |                  |                  | Mattias Ekström  | Mattias Ekström  | 2                |                  |                  |                  |  |  |            |            |            |  |  |        |        |        |  |
|  | J.Kristoffersson | J.Kristoffersson | Mattias Ekström  | Mattias Ekström  | 2                | 2                |                  |                  |  |  |            |            |            |  |  |        |        |        |  |
|  | J.Kristoffersson | J.Kristoffersson |                  |                  |                  |                  |                  |                  |  |  |            |            |            |  |  |        |        |        |  |
|  | Tanner Foust     | Tanner Foust     | 0                |                  |                  |                  |                  |                  |  |  |            |            |            |  |  |        |        |        |  |
|  | Tanner Foust     | Tanner Foust     | 0                |                  | J.Kristoffersson | J.Kristoffersson | 0                |                  |  |  |            |            |            |  |  |        |        |        |  |
|  |                  |                  |                  |                  | J.Kristoffersson | J.Kristoffersson | 0                |                  |  |  |            |            |            |  |  |        |        |        |  |
|  |                  |                  | Mattias Ekström  | Mattias Ekström  | 2                |                  |                  |                  |  |  |            |            |            |  |  |        |        |        |  |
|  | Travis Pastrana  | Travis Pastrana  | Mattias Ekström  | Mattias Ekström  | 2                | 0                |                  |                  |  |  |            |            |            |  |  |        |        |        |  |
|  | Travis Pastrana  | Travis Pastrana  |                  |                  |                  |                  |                  |                  |  |  |            |            |            |  |  |        |        |        |  |
|  | Mattias Ekström  | Mattias Ekström  | 2                |                  |                  |                  |                  |                  |  |  |            |            |            |  |  |        |        |        |  |

#### Turno preliminare
|  | Turno preliminare | Turno preliminare | Turno preliminare |                 |               | Quarti di finale | Quarti di finale | Quarti di finale |  |
|  |                   |                   |                   |                 |               |                  |                  |                  |  |
|  | Adrien Tambay     | Adrien Tambay     | 1                 |                 |               |                  |                  |                  |  |
|  | Adrien Tambay     | Adrien Tambay     | 1                 |                 |               |                  |                  |                  |  |
|  | David Coulthard   | David Coulthard   | 1                 |                 |               |                  |                  |                  |  |
|  | David Coulthard   | David Coulthard   | 1                 |                 | Adrien Tambay | Adrien Tambay    | 0                |                  |  |
|  |                   |                   |                   |                 | Adrien Tambay | Adrien Tambay    | 0                |                  |  |
|  |                   |                   | Mick Schumacher   | Mick Schumacher | 2             |                  |                  |                  |  |
|  | Mick Schumacher   | Mick Schumacher   | Mick Schumacher   | Mick Schumacher | 2             | 2                |                  |                  |  |
|  | Mick Schumacher   | Mick Schumacher   |                   |                 |               |                  |                  |                  |  |
|  | Felix Rosenqvist  | Felix Rosenqvist  | 0                 |                 |               |                  |                  |                  |  |